# Anne-Louis-Henri de La Fare
Anne Louis Henri de La Fare (nascida em 8 de setembro de 1752 em Bessay e falecida em 11 de dezembro de 1829 em Paris ) foi uma prelada e estadista francesa. Bispo de Nancy , foi eleito deputado do clero nos Estados Gerais de 1789 , e depois emigrou. Sob a Restauração , tornou-se Arcebispo de Sens , Par da França , Cardeal .

## Deputado do clero aos Estados Gerais de 1789
Bispo de Nancy , foi eleito deputado do clero pela bailia de Nancy e sentou-se nos Estados Gerais de 1789, apesar dos padres de Lorraine, tentados pelo enriquecimento de Edmond Richer. O abade Grégoire deve-lhe o facto de ter sido eleito no mesmo reduto. Monsenhor de La Fare, nomeado por Luís XVI , proferiu o sermão na missa de abertura, geralmente confundido pelos historiadores com um texto apócrifo anónimo distribuído no final da celebração, e que parece emanar de Talleyrand , enciumado por ter sido privado deste honra, graças ao dispensário Mirabeau (Duquesnoy, II, 134). O texto do sermão só foi publicado sob a Restauraçãoapós sérias alterações 1 . É também o iniciador do projeto de declaração dos direitos do homem da 6ª Mesa da Assembleia, que serviu de base de discussão para a elaboração da declaração de 1789 . Os deputados no último momento substituíram o Ser Supremo, bem comum de deístas e cristãos, pelo projeto do Supremo Legislador do Gabinete da 6ª , alusivo ao Deus revelado que dá sua Lei no Sinai , enquanto Jesus promulgará a Nova Lei durante o "sermão da montanha". Portanto, o termo “legislador supremo” está longe de ser trivial.
Moderado a princípio, depois de ter aderido ao projeto monárquico, chegou a rejeitar a maior parte das reformas exigidas por grande parte da Assembleia Constituinte de 1789 , e mostrou-se um resoluto opositor da Constituição da Assembleia Civil do Clero .
Neste ano de 1789 , publicou uma obra intitulada " Considerações políticas sobre os bens temporais do clero ", no topo da qual colocou em relevo uma frase de Mirabeau :
a invenção de suprimir e destruir é o oposto absoluto da arte de governar

## Link externo
- Anne-Louis-Henri de La Fare
- catholic-hierarchy.org